# Sloanea pseudogranulosa
Sloanea pseudogranulosa är en tvåhjärtbladig växtart som beskrevs av Pal.-duque. Sloanea pseudogranulosa ingår i släktet Sloanea och familjen Elaeocarpaceae. Inga underarter finns listade i Catalogue of Life.